# Pseudo-
Pseudo er et præfiks, der stammer fra det græske pseudes (falsk).
Præfikset bruges bl.a. til at karakterisere noget, der minder om det rigtige, men ikke er fuldstændig lig det. Inden for computerprogrammering kan man f.eks. tale om pseudorandomisering, en proces, der forsøger at simulere, at numre bliver valgt tilfældigt, men som i virkeligheden bliver valgt vha. en algoritme.
Pseudopodier ("falske fødder") er navnet på de fremvækster på encellede dyrs overflader, der gør dem i stand til at bevæge sig.
Den mest almindelige anvendelse er i pseudonym, ("falsk navn") – udtrykket bruges som regel i forbindelse med forfattere, der udgiver under et andet navn end deres eget.
Derudover kan præfikset bruges til at karakterisere, at noget foregiver at være noget, det ikke er, f.eks. pseudointellektuel, pseudoreligion og pseudovidenskab.